# 鸿庥岛
鴻庥島，位於南沙群島中的島嶼，日本稱「南小島」，越南稱「南乙島」（越南语：／））。中國漁民向稱「南乙」。中華民國、中華人民共和國及菲律賓等國則聲稱對此島擁有主權。目前由越南實際控制。

## 地理位置
位於南沙群島中間的環礁（鄭和群礁）的一部分所形成的島嶼，在其西南角。在南薰礁的東方，正確位置在太平島以南11.25海浬處。

## 地質地形

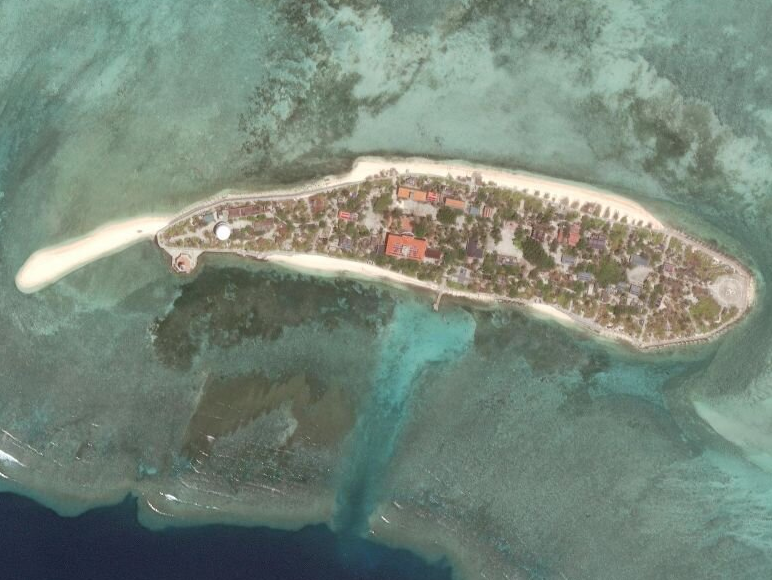
鸿庥岛（2020年）

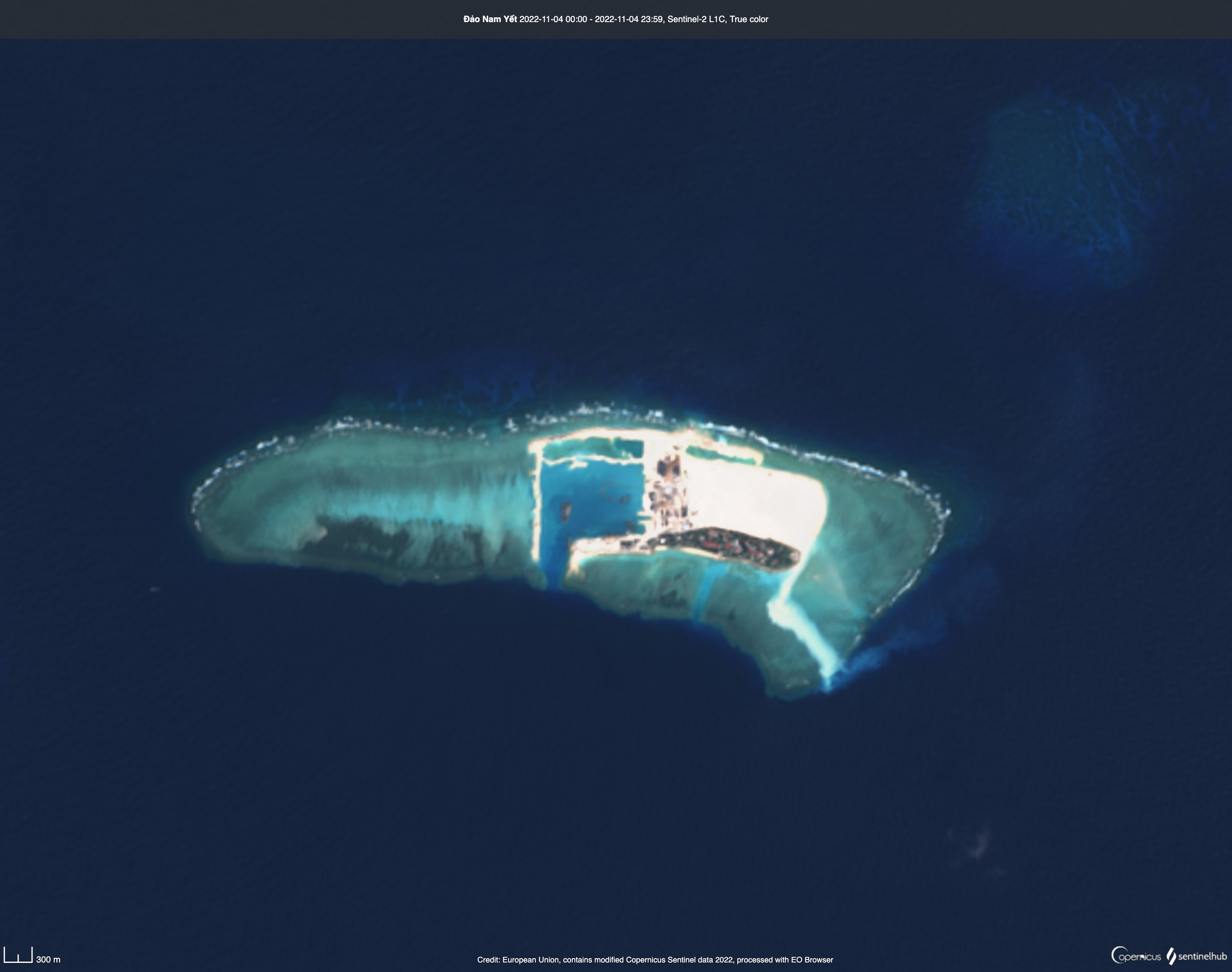
鸿庥岛（2022年）

- 島形呈橢圓形。最高點海拔6.3米，為南沙群島中海拔最高的島嶼。
- 全島東北至西南長度為560米、寬180多米，總面積約0.053平方公里。

## 历史

### 法国占領
1931年4月，法国派舰船占領南沙群岛之南威岛、安波沙洲、太平岛、南钥岛、中业岛、鸿庥岛和杨信沙洲等海区进行测量，并于同年8月将它们宣布为法国领土。

### 日本占領
1939年3月30日，日本军队以武力驱逐南沙岛礁上的法国人，占领南沙群岛，并于4月9日由日本驻台湾总督府在一份政府公报中宣布，东沙、西沙和南沙群岛已划归为日本帝国领土，属台湾高雄州管辖，旧称南小島。并将南沙群岛改名为新南群岛。

### 中华民国國軍占領該地
- 1935年，中华民国政府公布名称为南伊岛。
- 1935年，有些外文書籍稱為称为Namyit Island，據考據，Namyit是外国人纪录中国海南渔民方言口音（海南音Namyit“南乙”）而来[1]。稱之為“南乙”島（海南音Namyit）(Namyit Island)或“南密”島。
- 1947年，中华民国政府重新命名為鸿庥岛，是为了纪念1946年中国政府派往接收南沙群岛的中业舰副舰长杨鸿庥。
- 1983年，中华人民共和国政府公布名称仍为鸿庥岛。

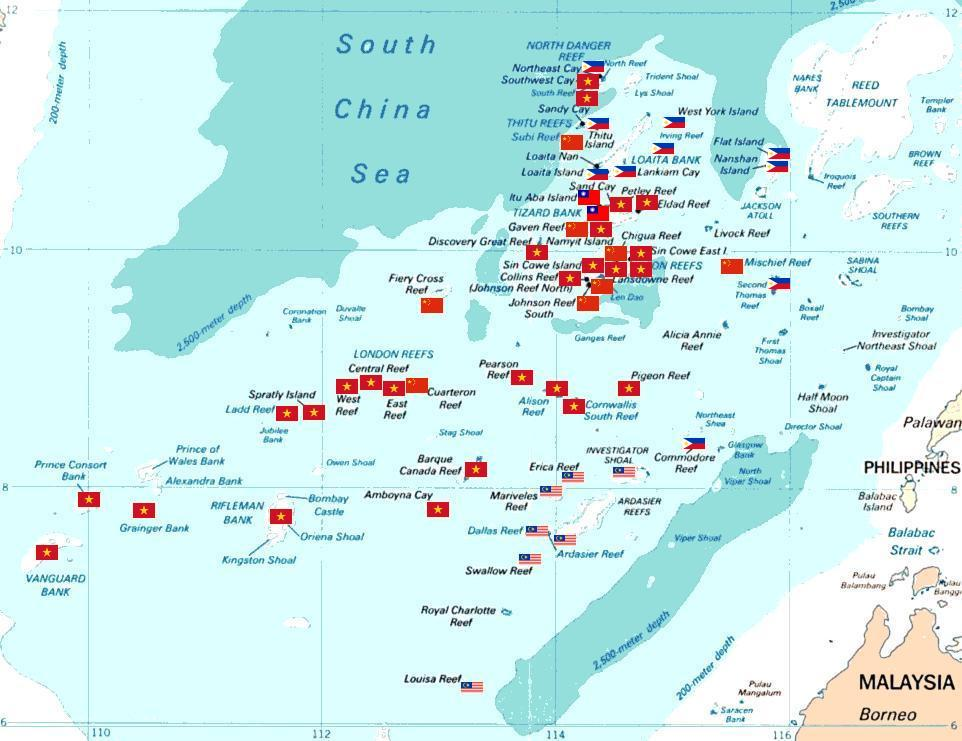
南海周邊諸國於南沙群島各島礁及沙洲的駐軍情況。

### 越南海军占領
- 1973年夏末，南越海军的“陈兴道22号行动”，在鴻庥岛建立军营，并驻扎部队占領该岛[2]。
- 1975年4月27日，越南民主共和國海軍占領鴻休島，1976年南北統一成越南社會主義共和國後繼續統治至今。[3]
- 2022年，越南進行填海造陸。[4]

## 島上狀況
- 人口：目前有越南軍隊駐守。
- 有淡水井，但水質欠佳，不宜飲用。[5]

## 對外通訊
- 越南軍用電子電信（Viettel Mobile）在島上設有GSM基地台，供行動電話通訊。

### 引用
1. ↑  中国关于南海争议白皮书 第12小节  http://www.scio.gov.cn/wz/Document/1484047/1484047.htm （页面存档备份，存于）
2. ↑  参见西沙海战越方指挥官何文锷上校回忆录。
3. ↑  .   [2023-09-23]. （原始内容存档于2023-07-16）.
4. ↑  .   [2024-06-01]. （原始内容存档于2024-06-01）.
5. ↑  .   [2017-07-07]. （原始内容存档于2017-07-02）.